# Anne Dudley, grevinna av Warwick
Anne Dudley, grevinna av Warwick, född Seymour 1538, död 1588, var en engelsk poet. Hon utgav diktsamlingen Hecatodistichon (1550), som hon skrev tillsammans med sina systrar Margaret och Jane Seymour. 

## Biografi
Hon var dotter till Edward Seymour, 1:e hertig av Somerset och Anne Stanhope. Hon gifte sig 1550 med John Dudley, 2nd Earl of Warwick. Hennes make var anhängare till lady Jane Grey och avrättades 1554. Hon gifte om sig med Sir Edward Unton. Hon led av psykisk ohälsa efter 1566, och förklarades 1582 sinnessjuk och ställdes under förmynderskap.